# Église d'Ilomantsi
L'église d'Ilomantsi (en finnois : Ilomantsin kirkko) ou l'église aux cent anges (en finnois : sadan enkelin kirkko) est une église située à Ilomantsi en Finlande,. 

## Description
L'église aux 100 anges est construite  en 1796 par Henrik Johan Mechelinin .  
L’église offre 800 sièges.
En 1830-1832, Samuel Elmgren (fi) a peint 100 anges sur les murs et les voûtes, ce qui a donné son nom à l'église.
Le retable est peint aussi par Samuel Elmgren.